# Fukola Cola
Fukola Cola is een Amerikaans colamerk dat zich met name richt op jongeren. De roodbruine cola wordt geproduceerd door Eat Me Foods uit Los Angeles, Californië en wordt gedistribueerd door Skeleteens.
In tegenstelling tot de bekende colamerken bevat Fukola Cola vele natuurlijke ingrediënten, waaronder ginseng, Braziliaanse guaraná en ginkgo biloba. Bovendien bevat het in vergelijking met veel andere merken een beduidend grotere hoeveelheid cafeïne. Dankzij deze toevoegingen is het qua smaak niet vergelijkbaar met de reguliere colamerken; sommigen vergelijken het eerder met de eveneens cafeïnerijke Jolt Cola of met de kruidenrijke Feichang Cola.
Fukola Cola is verkrijgbaar in glazen flessen met een inhoud van 12 ounce (ongeveer 0,355 liter).